# Gladioglanis anacanthus
Gladioglanis anacanthus és una espècie de peix de la família dels heptaptèrids i de l'ordre dels siluriformes.

## Morfologia
- Els mascles poden assolir 2,6 cm de longitud total.[5]

## Hàbitat
És un peix d'aigua dolça i de clima tropical.

## Distribució geogràfica
Es troba a Sud-amèrica: Lago do Mamão a la conca del riu Aripuanã (Amazonas, Brasil).